# حارة الوشاح (صنعاء)

تعديل مصدري - تعديل

حارة الوشاح هي إحدى حارات حي شعوب بمديرية شعوب إحد مديريات العاصمة اليمنية صنعاء، بلغ تعداد سكانها 6231 نسمة حسب تعداد اليمن لعام 2004.